# Ansaldo A.1 Balilla
Ansaldo A.1 Balilla – włoski samolot myśliwski, zaprojektowany i zbudowany w 1917 w Gio Ansaldo w Genui przez inż. Giuseppe Brezziego.

## Historia

Silnik SPA 6A eksponowany w MLP w Krakowie

W pierwszej połowie 1917 roku inż. Giuseppe Brezzi z zakładów Ansaldo w Turynie skonstruował samolot myśliwski Ansaldo A.1. Samolot ten w układzie dwupłata był bardzo podobny do produkowanego seryjnie jednomiejscowego samolotu myśliwskiego Ansaldo SVA-5. Nowy samolot różnił się w zasadzie tylko innym systemem usztywnienia płatów i mniejszymi rozmiarami.
Budowę prototypu ukończono w lecie 1917 roku. Został on oblatany jesienią przez pilota fabrycznego Mario Stoppaniego. Brak jest w dokumentach daty oblotu, prawdopodobnie miało to miejsce 30 listopada 1917. Prototyp był konstrukcji prawie wyłącznie drewnianej. Wyróżniał się charakterystycznym dla wszystkich samolotów firmy Ansaldo kadłubem – prostokątnym w części przedniej i przechodzący za kabiną w trójkątny, co zapewniało dobrą widoczność w dół i do tyłu. Kadłub był pokryty sklejką o grubości 2 mm. Silnik, umieszczony z przodu kadłuba, był osłonięty całkowicie blachą aluminiową. Płaty o kształcie prostokątnym, dwudźwigarowe, kryte płótnem, połączono dwiema parami słupków z rur stalowych i usztywnione cięgnami stalowymi i rozpórkami. Przed silnikiem zamontowano chłodnicę.
W locie prototyp osiągał zamierzoną przez konstruktorów prędkość maksymalną i prędkość wznoszenia, ale okazał się mało zwrotny. Do oceny samolotu zaproszono więc jeszcze znanych włoskich pilotów myśliwskich: Francesco Baracca, Fulco Ruffo di Cabria i Pier Ruggiero Picio, którzy w grudniu 1917 po odbyciu na nich wielu lotów potwierdzili opinię pilotów fabrycznych i przekazali wnioski konstruktorom. Prototyp poddano przeróbce – przede wszystkim zwiększono rozpiętość płatów i zamontowano silnik o większej mocy SPA-6A oraz zmieniono kształt chłodnicy cieczy.
Tak poprawiony prototyp w dniu 4 marca 1918 roku przekazano do włoskiej 91 eskadry myśliwskiej w celu jego wypróbowania. Samolot oceniono dobrze, choć często występowały usterki silnika.
Po niezbędnych zmianach i poprawkach samolot Ansaldo A.1 w maju 1918 skierowano do produkcji seryjnej. W maju i czerwcu przekazano pierwsze samoloty do lotnictwa włoskiego, lecz produkcja szła powoli. Samolot otrzymał nazwę Balilla (było to przezwisko włoskiego bohatera narodowego Giovana Battisty Perasso, który w 1746 jako chłopiec obrzucił austriacki patrol kamieniami).
Włoskie lotnictwo zamówiło 1600 samolotów, lecz z powodu zakończenia wojny zamówienia zmniejszono i ogółem we Włoszech zbudowano podczas wojny 221 samoloty Ansaldo A.1 Balilla, z czego 166 zostało odebranych przez włoskie lotnictwo przed rozejmem, a część ukończono dopiero po wojnie. Łącznie z produkcją eksportową, zakłady Ansaldo zbudowały ich prawdopodobnie 354 (najwyższy znany numer samolotu).

## Produkcja samolotu w Polsce
W związku z zakupieniem licencji na budowę samolotu Ansaldo A.1 Balilla, produkcję ich powierzono Zakładom Mechanicznym E. Plage i T. Laśkiewicz w Lublinie. Na podstawie umowy zawartej w dniu 14 lutego 1920 roku przez Główny Urząd Zaopatrzenia Armii miały one w ciągu trzech lat dostarczyć 100 samolotów Balilla. Do końca jednak 1920 nie zbudowano żadnego samolotu, a pierwszy zbudowano dopiero 21 lipca 1921 roku. W trakcie jego oblotu doszło do katastrofy, w której zginął oblatywacz – pionier lotnictwa polskiego – Adam Haber-Włyński, instruktor z Wyższej Szkoły Pilotów w Poznaniu. Wypadek ten opóźnił produkcję kolejnych samolotów, a dostawy były znacznie mniejsze, niż planowano.
W dostarczonych do jednostek lotniczych samolotach dochodziło do częstych awarii z powodu zacierania silników i pożarów. W związku z tym, we wrześniu 1924 roku po przeprowadzeniu dochodzenia wstrzymano produkcję samolotów Ansaldo A.1 Balilla.
Samolot Ansaldo A.1 Balilla miał duże (jak na ówczesne konstrukcje myśliwskie) obciążenie powierzchni nośnej (głównie z uwagi na bardzo ciężki silnik), co było powodem jego trudnego pilotażu i niewystarczającej zwrotności.
Łącznie w Polsce zbudowano 58 samolotów Ansaldo A.1 Balilla.

## Użycie w lotnictwie
Pierwsze włoskie Balille były przekazane do jednostek szkolnych w Malpensa i Furbara. Pierwszy samolot trafił do jednostki bojowej – 91. Eskadry 28 czerwca 1918. Jedynie niewielka część ze zbudowanych samolotów trafiła do jednostek przed końcem wojny i nie odnotowano większych sukcesów na nich. Nowy typ nie spotkał się z entuzjastycznym przyjęciem, przez pierwsze miesiące piloci oswajali się z nowym samolotem i usuwano pojawiające się we wczesnym okresie usterki. Odnotowano tylko jedno zwycięstwo włoskich pilotów na tym samolocie w dniu 8 października 1918 roku (Leopoldo Eleuteri zestrzelił myśliwiec Albatros D.III). Pod koniec wojny skierowano je ponadto do obrony baz sterowców w głębi Włoch.
Po zakończeniu I wojny światowej 35 samolotów zakupiła Polska, 18 sztuk w 1922 roku Związek Radziecki, 13 sztuk Łotwa, pojedyncze sztuki Argentyna, Meksyk, Peru, Urugwaj, Kostaryka, Honduras.
Kilku sztuk używano prywatnie w Stanach Zjednoczonych, w tym jeden samolot Ansaldo A.1 Balilla napędzany silnikiem Curtiss K12 jako samolot wyścigowy.

## Użycie w lotnictwie polskim

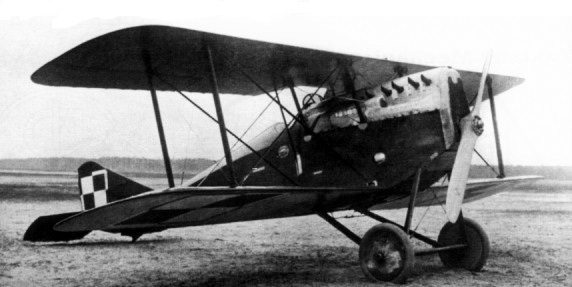
Balilla w barwach polskiego lotnictwa

W 1919 roku polska misja zakupów przebywająca we Włoszech zainteresowała się produkowanymi przez firmę Gio Ansaldo w Genui samolotem myśliwskim Ansaldo A.1 Balilla. Wniosek misji zaakceptowało w sierpniu 1919 Ministerstwo Spraw Wojskowych i wkrótce zawarto umowę z wytwórnią Gio Ansaldo na dostawę 10 samolotów Balilla z silnikami SPA-6A, ale bez uzbrojenia, które potem zakupiono w Wielkiej Brytanii; zagwarantowano także możliwość sprowadzania dalszych samolotów. Jednocześnie z zakupem gotowych samolotów nabyto prawo do ich produkcji licencyjnej w Polsce. Ostatecznie we Włoszech zakupiono 35 samolotów Ansaldo A.1 Balilla.
Pierwsze samoloty Balilla dostarczono do Polski drogą morską 9 stycznia 1920 roku do Gdańska, skąd koleją dostarczono je do Warszawy. Po zmontowaniu, otrzymała je 26 maja 1920 roku 7 Eskadra Myśliwska im. T. Kościuszki, stacjonująca wówczas na przyfrontowym lotnisku Biała Cerkiew. W eskadrze tej znalazło się 12 samolotów Balilla. Piloci 7 Eskadry (głównie amerykańscy ochotnicy) aż do rozejmu w październiku 1920 roku walczyli na tych samolotach na froncie galicyjskim w wojnie polsko-bolszewickiej, przede wszystkim wykonując misje przeciw celom naziemnym. Po wojnie 7 eskadra myśliwska stacjonowała we Lwowie, a w maju 1921 roku włączono ją w skład 1 pułku lotniczego w Warszawie.
Samoloty Ansaldo A.1 Balilla były używane w 1 pułku lotniczym do 1926, a w 1927 roku używano ich w 11 pułku lotniczym w Lidzie, tam też odnotowano ostatni wypadek śmiertelny, gdy 10 czerwca 1927 roku zginął pilot. Po tym wypadku wycofano wszystkie samoloty tego typu i skasowano.
Łącznie w lotnictwie polskim używano 92 samoloty Ansaldo A-1 Balilla, z tego 35 produkcji włoskiej i 57 produkcji polskiej.
Samoloty polskiej produkcji były znacznie gorzej wykonane, co doprowadziło do wielu wypadków. Poza stratami bojowymi, polskie lotnictwo utraciło 30 samolotów Balilla polskiej i 5 włoskiej produkcji, w tym 5 spalonych w pożarze 11 marca 1925 w Krakowie-Rakowicach. W wypadkach zginęło 4 pilotów na samolotach włoskiej i 1 na samolocie polskiej produkcji.

## Opis konstrukcji
Samolot Ansaldo A-1 Balilla był jednomiejscowym samolotem myśliwskim, dwupłatem o konstrukcji w przeważającej części drewnianej, z kabiną odkrytą. Podwozie klasyczne dwugoleniowe – stałe. Napęd: silnik rzędowy, śmigło drewniane, dwułopatowe.
Uzbrojenie: 2 karabiny maszynowe Vickers kal. 7,7 mm – stałe, zsynchronizowane pod maską silnika.